# Condado de Storey
O Condado de Storey (em inglês:  Storey County) é um dos 16 condados do estado americano de Nevada. A sede do condado é Virginia City. Foi fundado em 1861.

## Geografia
De acordo com o United States Census Bureau, o condado possui uma área de 683 km², dos quais 681 km² estão cobertos por terra e 2 km² por água.

## Demografia
Segundo o censo nacional de 2010, o condado possui uma população de 4 010 habitantes e uma densidade populacional de 6 hab/km². Possui 1 990 residências, que resulta em uma densidade de 3 residências/km².